# Heinrich von Manteuffel
Heinrich von Manteuffel (Groß-Poplow, 7 novembre 1696 – Belgard, 10 luglio 1778) è stato un generale prussiano.
Tra i più validi generali della Prussia del XVIII secolo, il suo nome si trova inscritto nella statua equestre di Federico il Grande a Berlino.

## Biografia

### La famiglia
Heinrich von Manteuffel nacque a Groß-Poplow, in Pomerania, il 7 novembre 1696, figlio di Ewald von Manteuffel (1645–1723) e di sua moglie, Sophie von Kameke (m. 26 luglio 1699). Giovanissimo, entrò nell'esercito prussiano.  La carriera militare di Manteuffel si modellò su quella di molti altri figli di junker della sua epoca che, di fatti, controllavano l'esercito prussiano.

### La carriera
Manteuffel entrò nell'esercito prussiano nel 1713 col grado di Fahnenjunker nel 24º reggimento di fanteria. Negli anni prestò servizio sotto il comando del conte Kurt Christoph von Schwerin e dimostrò sangue freddo e ardore in battaglia; nella battaglia di Praga, mostrò un considerevole coraggio nel voler raccogliere a tutti i costi la bandiera del suo reggimento caduta a terra malgrado il fuoco intenso dei cannoni nemici.

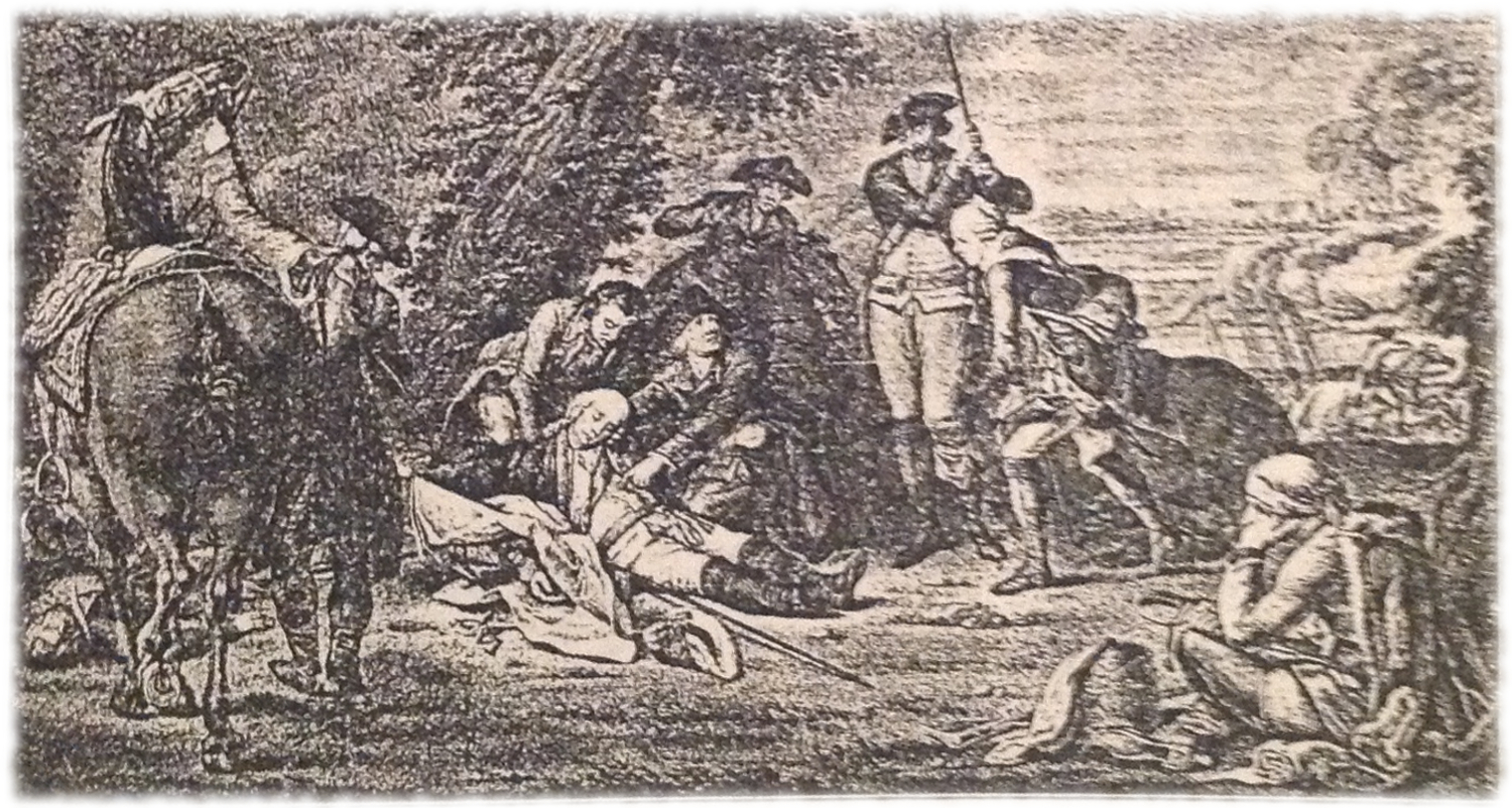
Manteuffel e Schwerin nella Battaglia di Praga.

Nel settembre del 1757, ricevette il supremo comando di tutte le truppe prussiane in Pomerania. Per la fine dell'ano, il feldmaresciallo svedese Lehwaldt Hülfe venne confinato a Stralsund. L'anno successivo, quando il duca di Bevern divenne governatore di Stettino, Manteuffel ricevette nuovamente il comando supremo delle truppe pomerane quando Christoph II von Dohna marciò verso la Sassonia a novembre, mantenendo tale posizione anche al ritorno di questi per la grande fiducia che Federico II di Prussia aveva nei suoi confronti.
Nella primavera del 1759, quando Dohna si portò a Berlino per riprendersi dalla propria malattia, Manteuffel assunse ancora una volta il comando generale. A metà maggio, Manteuffel guidò le truppe dell'esercito prussiano a Stargard contro i russi. Qui il Dohna, consigliato da Moritz Franz Kasimir von Wobersnow, riprese per breve tempo il comando delle forze prussiane. Manteuffel combatté quindi nella battaglia di Kay del 23 aprile 1759, e venne ferito mentre cercava di spezzare il fianco destro russo; successivamente, a Berlino, ottenne l'incarico dal re di Prussia di costituire un corpo d'armata per espellere gli svedesi dal territorio prussiano. Nel gennaio del 1760 tentò di respingere il nemico, venne attaccato e ferito il 28 di quello stesso mese presso Anklam, mentre le sue truppe erano impegnate in un combattimento corpo a corpo con gli svedesi. All'armistizio di Ribnitz, concluso il 7 aprile 1762, venne dichiarata la fine della guerra di Pomerania. Le sue ferite, ad ogni modo, gli risultarono tali da imporgli il ritiro dall'esercito. Si portò quindi nella sua residenza di campagna a Collatz nel distretto di Belgard, nella regione dell'Hinterpommern, dove morì il 10 luglio 1778.
Nel febbraio del 1759, Frederico II di Prussia gli concesse l'Ordine dell'Aquila nera. Nel 1851, il suo nome venne inscritto nella statua equestre di Federico il Grande a Berlino.